# Wes Ball

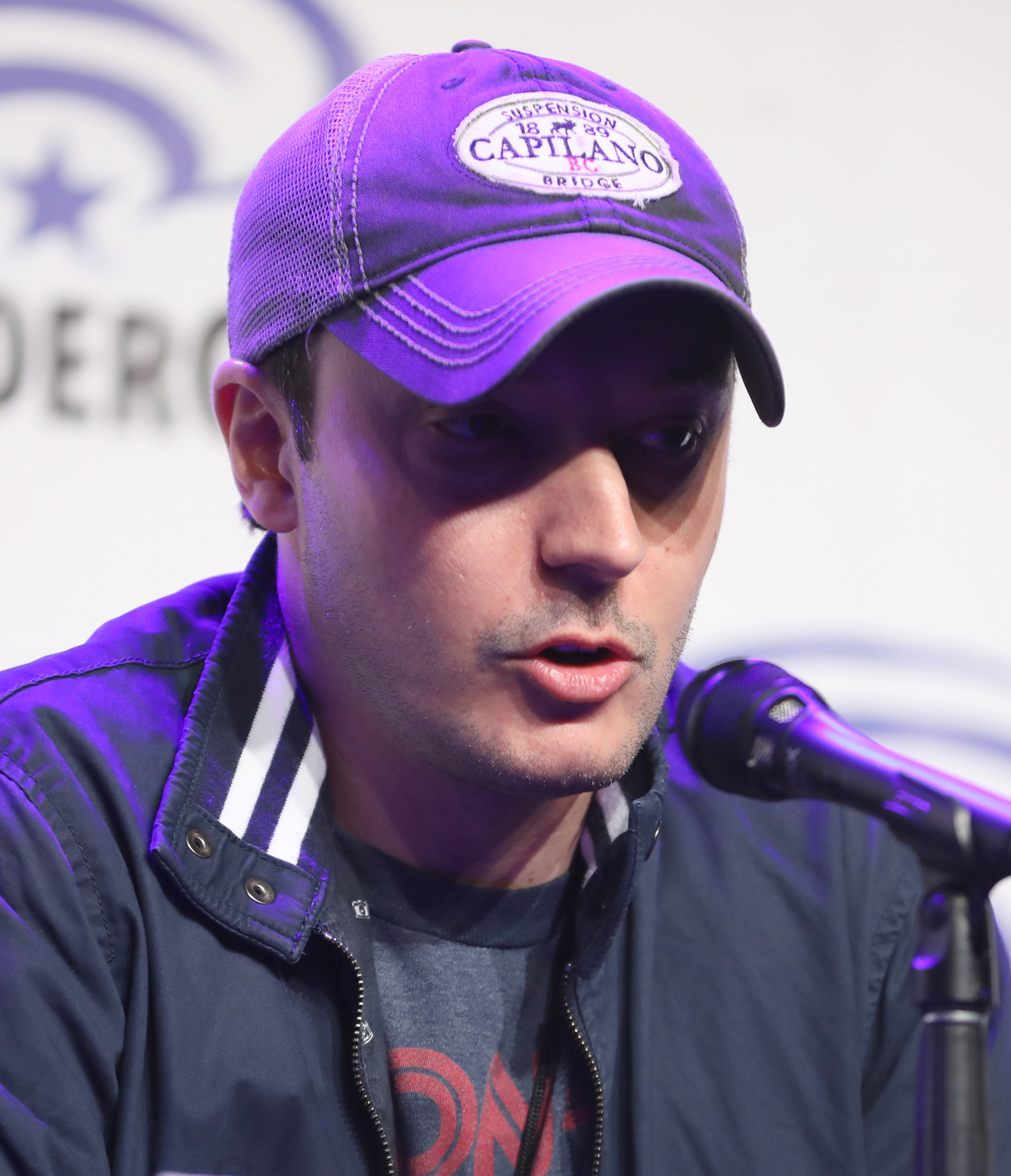
Wes Ball (2024)

Wes Ball (* 28. Oktober 1980) ist ein US-amerikanischer Filmregisseur.

## Leben
Wes Ball hat einen Abschluss der FSU College of Motion Picture Arts.
2010 gründete er die Produktionsfirma "OddBall Animation" in Los Angeles, die etwa für den Film Beginners die Spezialeffekte erstellte.
Zum Comic-Band Maze Runner – Die Auserwählten in der Brandwüste, der 2015 durch den Verlag Cross Cult in Deutschland veröffentlicht wurde und weitere Abenteuer rund um die Protagonisten des gleichnamigen Films erzählt, hat er zwei Geschichten beigesteuert.

## Filmografie
als Regisseur
- 2011: Ruin (Kurzfilm)[5]
- 2014: Maze Runner – Die Auserwählten im Labyrinth (The Maze Runner)
- 2015: Maze Runner – Die Auserwählten in der Brandwüste (Maze Runner: The Scorch Trials)
- 2018: Maze Runner – Die Auserwählten in der Todeszone (Maze Runner: The Death Cure)
- 2024: Planet der Affen: New Kingdom (Kingdom of the Planet of the Apes)